# Ла-Ліга 1988—1989
Сезон 1988–1989 в Ла Лізі — футбольне змагання у найвищому дивізіоні чемпіонату Іспанії, що проходило між 3 вересня 1988 та 25 червня 1989 року. Став 58-м турніром з моменту заснування Ла Ліги. Участь у змаганні взяли 20 команд, дві найгірші з яких за регламентом змагань відразу вибули до Сегунди, а ще два клуби брали участь у стикових матчах з представниками Сегунди за право виступів в елітному дивізіоні чемпіонату країни.
Переможцем турніру став мадридський «Реал», який здобув свій 24-й трофей національної першості. Майже протягом усього турніру боротьба за чемпіонство точилася виключно між двома іспанськими грандами — «Реалом» та «Барселоною». В 15-му турі першості мадридці обійшли каталонців і з того часу вже не полишали першу сходинку таблиці чемпіонату, урешті-решт перевершивши турнірний здобуток суперників на 5 очок.
| Чемпіон Іспанії 1988—1989 |
| ------------------------- |
| «Реал Мадрид» 24-й титул  |

## Підсумкова турнірна таблиця
|                           |     | Турнірна таблиця 1988-89 | О  | І  | В  | Н  | П  | М+ | М- | РМ  |
| ------------------------- | --- | ------------------------ | -- | -- | -- | -- | -- | -- | -- | --- |
| Чемпіон Іспанії           | 1.  | «Реал Мадрид»            | 62 | 38 | 25 | 12 | 1  | 91 | 37 | +54 |
| Володар Кубка Кубків УЄФА | 2.  | «Барселона»              | 57 | 38 | 23 | 11 | 4  | 80 | 26 | +54 |
|                           | 3.  | «Валенсія»               | 49 | 38 | 18 | 13 | 7  | 39 | 26 | +13 |
|                           | 4.  | «Атлетіко» (Мадрид)      | 46 | 38 | 19 | 8  | 11 | 69 | 45 | +24 |
|                           | 5.  | «Сарагоса»               | 43 | 38 | 15 | 13 | 10 | 48 | 42 | +6  |
|                           | 6.  | «Вальядолід»             | 43 | 38 | 18 | 7  | 13 | 40 | 31 | +9  |
|                           | 7.  | «Атлетик» (Більбао)      | 42 | 38 | 15 | 12 | 11 | 45 | 35 | +10 |
|                           | 8.  | «Сельта Віго»            | 39 | 38 | 14 | 11 | 13 | 42 | 48 | -6  |
|                           | 9.  | «Севілья»                | 38 | 38 | 13 | 12 | 13 | 38 | 39 | -1  |
|                           | 10. | «Осасуна»                | 37 | 38 | 13 | 11 | 14 | 39 | 43 | -4  |
|                           | 11. | «Реал Сосьєдад»          | 36 | 38 | 11 | 14 | 13 | 38 | 47 | -9  |
|                           | 12. | «Реал Ов'єдо»            | 35 | 38 | 12 | 11 | 15 | 41 | 48 | -7  |
|                           | 13. | «Спортінг» (Хіхон)       | 35 | 38 | 13 | 9  | 16 | 42 | 42 | 0   |
|                           | 14. | «Логроньєс»              | 34 | 38 | 9  | 16 | 13 | 25 | 37 | -12 |
|                           | 15. | «Кадіс»                  | 33 | 38 | 9  | 15 | 14 | 31 | 41 | -10 |
|                           | 16. | «Малага»                 | 33 | 38 | 12 | 9  | 17 | 39 | 53 | -14 |
|                           | 17. | «Еспаньйол»              | 30 | 38 | 7  | 16 | 15 | 29 | 44 | -15 |
|                           | 18. | «Бетіс»                  | 29 | 38 | 9  | 11 | 18 | 36 | 55 | -19 |
| Вибув до Сегунди          | 19. | «Мурсія»                 | 24 | 38 | 9  | 6  | 23 | 27 | 58 | -31 |
| Вибув до Сегунди          | 20. | «Ельче»                  | 15 | 38 | 4  | 7  | 27 | 29 | 71 | -42 |

### Раунд плей-оф
Згідно з регламентом змагань, команди, що за результатами турніру у Ла Лізі посіли 17 та 18 місця, проводили матчі плей-оф з командами, які зайняли 3 та 4 місця у турнірі Сегунди. Переможці двоматчевих двобоїв отримували право виступів у змаганнях Ла Ліки наступного сезону. За результатами матчів плей-оф обидва представники Ла Ліги, «Еспаньйол» та «Бетіс», поступилися своїми місцями в еліті командам з Сегунди.
|             | Перша гра | Друга гра |            |
| ----------- | --------- | --------- | ---------- |
| «Еспаньйол» | 1-0       | 0-2       | «Мальорка» |
| «Тенеріфе»  | 4-0       | 0-1       | «Бетіс»    |

## Бомбардири

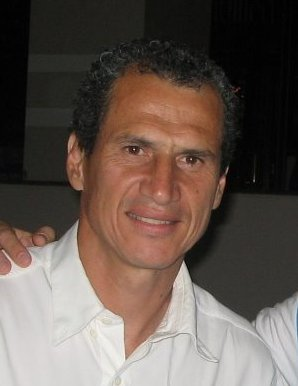
Найкращий бомбардир сезону Балтазар.

Найкращим бомбардиром Прімери сезону 1988–89 став бразильський нападник мадридського «Атлетіко» Балтазар, який 35 разів відзначався голами у ворота суперників. Бразильцю вдалося на 8 голів обійти у бомбардирських перегонах мексиканського форварда «Реала» Уго Санчеса, який протягом декількох попередніх років незмінно ставав найкращим голеодором іспанської футбольної першості.
Найкращі бомбардири сезону:
|  | Голів | Бомбардир          | Команда             |
|  | ----- | ------------------ | ------------------- |
|  | 35    | Балтазар           | «Атлетіко» (Мадрид) |
|  | 27    | Уго Санчес         | «Реал Мадрид»       |
|  | 16    | Амарілдо           | «Сельта Віго»       |
|  | 15    | Хуліо Салінас      | «Барселона»         |
|  | 15    | Еміліо Бутрагеньйо | «Реал Мадрид»       |

## Рекорди сезону
- Найбільше перемог: «Реал Мадрид» (25)
- Найменше поразок: «Реал Мадрид» (1)
- Найкраща атака: «Реал Мадрид» (91 забито)
- Найкращий захист: «Валенсія», «Барселона» (26 пропущено)
- Найкраща різниця голів: «Реал Мадрид», «Барселона» (+54)

- Найбільше нічиїх: «Логроньєс», «Еспаньйол» (16)
- Найменше нічиїх: «Мурсія» (6)

- Найбільше поразок: «Ельче» (27)
- Найменше перемог: «Ельче» (4)

- Найгірша атака: «Логроньєс» (25 забито)
- Найгірший захист: «Ельче» (71 пропущено)
- Найгірша різниця голів: «Ельче» (-42)